# İlayda Akdoğan
İlayda Akdoğan (* 21. Juli 1998 in Istanbul) ist eine türkische Schauspielerin.

## Leben und Karriere
Akdoğan wurde am 21. Juli 1998 in Istanbul geboren. Ihr Schauspielkarriere startete sie 2004 im Alter von sechs Jahren in dem Film En İyi Arkadaşım. 2005 spielte in der Serie Afacanlar Kampı. Danach setzte sie 2007 ihre Karriere in der Fernsehserie Bez Bebek fort. Im gleichen Jahr tauchte sie in Sevgili Dünürüm auf. Anschließend trat sie 2015 in dem Kinofilm Mustang auf. 2016 spielte Akdoğan in den Serien Oyunbozan und Umuda Kelepçe Vurulmaz. Dann spielte sie 2017 in der Fernsehserie Dolunay.

## Privates
Akdoğan ist mit dem iranischen Basketballspieler Roham Kabir zusammen. 2020 ist sie nach Tehran gereist, um ihn zu treffen. Jedoch konnte sie aufgrund der COVID-19-Pandemie nicht mit dem Flugzeug zurück in die Türkei fliegen. Vier Monate später konnte sie am 29. Juni 2020 nach Istanbul zurückkehren.

## Filmografie
Filme
- 2015: Mustang
- 2020: Masallardan Geriye Kalan

Fernsehserien
- 2004: En İyi Arkadaşım
- 2005: Afacanlar Kampı
- 2007: Bez Bebek
- 2007: Sevgili Dünürüm
- 2016: Oyunbozan
- 2016–2017: Umuda Kelepçe Vurulmaz
- 2017: Dolunay
- 2020: Der Aufstieg von Weltreichen: Das osmanische Reich
- 2022: The Choice